# Georgios Chortatzis
Georgios Chortatzis, auch Chortatsis (griechisch Γεώργιος Χορτάτζης oder Χορτάτσης, * etwa 1550; † etwa 1610) war ein griechischer Dramatiker aus Kreta. Zusammen mit Vitsentzos Kornaros gehört er zu den bedeutenden Vertretern der kretischen Dichterschule unter der venezianischen Herrschaft im späten 16. und frühen 17. Jahrhundert.

## Leben
Aus Widmungen einiger seiner Werke an chaniotische Notabeln lässt sich ebenso wie aus der umfassenden literarischen Bildung des Autors erschließen, dass Chortatzis einer wohlhabenden kretischen Familie angehörte, auch wenn keine genauen Angaben zu Verwandtschaft oder Wohnort vorliegen. Erwähnt wird er außerdem in folgenden Versen aus dem epischen Gedicht Der Streit des Chandax und des Rethemnos (griechisch Φιλονικία του Χάνδακος και του Ρεθέμνου) des Dichters Marinos Tzanes Bunialis (griechisch Μαρίνος Τζάνες Μπουνιαλής, ca. 1620 – ca. 1685) aus Rethymno:

«Ένα παιδί μου παλαιόν, οπού 'θελα γεννήση

κ' εκείνο με πολλή τιμήν ήθελε με στολίση·

Γεώργιον Χορτάκιον εκράζαν τ' όνομά του

και καμε την πανώργιαν του με ζαχαρένια χείλη

μαζί με τον Κατζάροπον την άξιαν Ερωφίλη.»

„Ein altes Kind von mir, das ich gebären sollte,

und jenes sollte mich mit vieler Ehre schmücken:

Georgios Chortakios, seinen Namen, riefen sie

und führten seine Panoria auf mit zuckersüßen Lippen,

zusammen mit Katzaropos die würd’ge Erofili.“

## Werke
Sein bekanntestes Werk ist die in Ägypten spielende Tragödie Erofili (oder Erophile, Ερωφίλη). Weitere Werke sind die Komödie Katsourbos, Κατσούρμπος, und das pastorale Drama Panoria oder Gyparis, Πανώρια η Γύπαρις. Auch die Komödie Stathis, Στάθης, wird ihm zugeschrieben. Zum Produktionskontext dieser Werke gehören auch Interludien, kurze Stücke im Umfang von etwa 40 bis 200 Versen, die zwischen den Akten oder auch bei Banquetten aufgeführt wurden und Torquato Tassos Gerusalemme Liberata (1575), Giovan Andrea dell’Anguillaras Übersetzung der Metamorfosi d’Ovidio (1561) sowie Giambattista Marinos Adone (1623) Anregungen entnahmen. Mit seinen thematisch und stilistisch an diesen und anderen italienischen Vorbildern orientierten Werken beeinflusste Georgios Chortatzis wesentlich die Entwicklung der neugriechischen Schriftsprache und Literatur.

## Ausgabe
- Georgios Chortatsis: Plays of the Cretan Renaissance. Edited by Rosemary E. Bancroft-Marcus. Clarendon Press, Oxford 2011, ISBN 0-19-815808-4.
- Stefanos Kaklamanis (Hrsg.): Γεωργίου Xορτάτση Kατσούρμπος. H νέα ΣKHNH, Mάιος 1993.